# Rolf Wüthrich
Rolf Wüthrich (1938. szeptember 4. – 2004. június) svájci német labdarúgó-középpályás.
A svájci válogatott tagjaként részt vett az 1962-es labdarúgó-világbajnokságon.